# Comedy rock
Le comedy rock est un genre musical dérivé du rock, se caractérisant par son recours à l'humour, parfois satirique ou parodique.

## Histoire

### Années 1950–1980
L'un des premiers artistes américains de comedy rock est Stan Freberg, ayant parodié d'autres artistes tels que Harry Belafonte, Elvis Presley, The Platters, et Sheb Wooley (dont l'album Purple People Eater atteint la première place, durant 6 mois, dans le magazine américain Billboard de 1958). Au Royaume-Uni, durant les années 1950 à 1960, des comédiens tels que Charlie Drake et The Goons apparaissaient fréquemment dans le top dix des chansons rock 'n' roll humoristiques. Ce dernier, avec Lewis Carroll et Edward Lear, fait partie des sources d'inspiration des jeux de mots dans les paroles de John Lennon. Il existe également plusieurs groupes britanniques spécialisés dans la comédie incluant The Scaffold, The Bonzo Dog Doo-Dah Band et Alberto y Los Trios Paranoias.
Certains artistes de comedy rock, tels que Frank Zappa, Tenacious D, Napoléon XIV, Flight of the Conchords ou Richard Cheese produisent des chansons aux paroles amusantes et très poussées. D'autres artistes tels que Dread Zeppelin, Beatallica, et Gwar poussent plus vers les costumes outrageants ou les effets de sons comiques. Dan Finnerty, avec son groupe The Dan Band, fait des apparitions restées légendaires dans le style comedy rock, par exemple dans les films Old School et Very Bad Trip réalisés par Todd Phillips, dans lesquels il interprète des versions parodiques de Total Eclipse of the Heart et Candy Shop, ainsi que dans un spectacle télévisé en direct qui parodie des reprises de chanteuses célèbres ; l'émission est produite par Steven Spielberg et réalisée par McG, sous la forme d'une édition unique d'une heure. De nombreux artistes de la scène rock traditionnelle incorporent des éléments de comedy rock dans leur travail : ainsi en est-il de Bloodhound Gang, Blink-182, Bowling for Soup, Reel Big Fish, Sublime, Primus, System of a Down et The Presidents of the United States of America.
Le rock est la cible d'un bon nombre de gags et beaucoup de groupes de comedy rock parodient les plus grandes chansons du moment, par exemple The Hee Bee Gee Bees et Spinal Tap aux États-Unis, et Weird Al Yankovic du groupe britannique Bad News,[pas clair] auraient vendu plus de douze millions d'albums. Le groupe de musique Dethklok fait une parodie de type death metal du programme Metalocalypse de la chaîne télévisée américaine Adult Swim. Intitulée The Dethalbum, elle se classe en 21e position du magazine Billboard. Le groupe Steel Panther, précédemment connu sous le nom de Metal Skool, devient un incontournable du Los Angeles Sunset Strip avec ses parodies du glam metal des années 1980 et sa réussite ouvre la voie à d'autres groupes de parodie à Hollywood, tels que The Jimi Homeless Experience.

### Depuis les années 1990
Le punk rock apporte également sa contribution au monde du comedy rock à travers des groupes tels que Dead Milkmen, The Aquabats et The Voluptuous Horror of Karen Black. La reprise de My Way par Sid Vicious relève, elle, d'un genre parodique plus mordant. Le groupe The Fat Dudes incarnait le groupe de comedy punk rock. De la fin des années 1980 à 1997, le groupe Dumt se produisit à Seattle en jouant du comedy rock speed metal.
Icons est une comédie musicale rock en plusieurs épisodes créée par Greg London. On y voit à la fois des pastiches et parodies d'icônes du rock ainsi que des créations originales de rock satirique. L'histoire suit le schéma narratif littéraire du « Parcours du héros » de Joseph Campbell. Les premières représentations ont eu lieu dans le quartier des théâtres du West End, avant que le spectacle ne file à Reno (Nevada) du milieu de l'année 2007 à la fin 2009, pour enfin déménager sur le Strip de Las Vegas à la mi-2010,,,.